# Cerkiew św. Marii Egipcjanki w Wilejce
Cerkiew pod wezwaniem św. Marii Egipcjanki – prawosławna cerkiew parafialna w Wilejce. Należy do dekanatu wilejskiego eparchii mołodeczańskiej Egzarchatu Białoruskiego Patriarchatu Moskiewskiego.

## Położenie
Świątynia znajduje się przy ulicy 17 Września 33.

## Historia
Cerkiew Rosyjskiego Kościoła Prawosławnego zbudowano w 1865 r. z błogosławieństwem metropolity Józefa (Siemaszki) przy wsparciu wileńskiego generała-gubernatora Michaiła Murawjowa i marszałka Konstantina Michaiłowicza Snitko, według projektu rosyjskiego inżyniera Aleksieja Połozowa. 
Fundatorem cerkwi był rosyjski szlachcic, szambelan, radca stanu Apolon Redkin z guberni orłowskiej, który ofiarował na budowę 11 500 rubli w srebrze. Zażądał jednak, aby nazwać świątynię imieniem prepodobnej Marii Egipcjanki. Wybudowano ją w pobliżu drewnianej cerkwi św. Mikołaja. Aby uzyskać miejsce pod cerkiew, rozebrano dom ks. Hilariona Wyrzykowskiego. Budynek z pięcioma kopułami i dzwonnicą miał pomieścić 450 osób.
W dniu 4 września 1865 r. świątynię poświęcił biskup kowieński Aleksander. Pierwszym proboszczem został ks. Hilarion Wyrzykowski.
Ikony do ikonostasu napisał rosyjski artysta Michaił Wasiliew, profesor malarstwa historycznego Akademii Sztuk Pięknych w Petersburgu. Wszystkie drewniane rzeźby wykonał rzeźbiarz Fender. 
Cerkiew była otwarta w czasach sowieckich. W 2015 r. podczas obchodów 150-lecia świątyni, otwarto przy niej Centrum religijno-naukowe. W 2017 r. do apsydy dobudowano zakrystię.

## Architektura
Cerkiew wzniesiono w stylu bizantyjsko-rosyjskim. Budowla murowana, czterodzielna (przedsionek, refektarz, nawa, prezbiterium). Wejście do cerkwi ozdobione łukowatym portalem, nad którym znajduje się okrągłe ozdobne okno. Pozostałe okna świątyni półkoliste. Nawa z transeptem, zakończonym obustronnie oddzielnymi pomieszczeniami. Prezbiterium w formie półkolistej apsydy. Od frontu, nad przedsionkiem nadbudowana wieża-dzwonnica z ośmiobocznym dachem hełmowym zwieńczonym kopułą. Nad częścią nawową dach czterospadowy, na którym znajduje się platforma z pięcioma kopułami. Wnętrze cerkwi ozdobione polichromiami. Nad wejściem znajduje się chór muzyczny.